# Wise megye (Texas)
Wise megye az Amerikai Egyesült Államokban, azon belül Texas államban található. Megyeszékhelye és legnagyobb városa Decatur. Lakosainak száma 68 632 fő (2020. április 1.). Wise megye Montague, Cooke, Denton, Tarrant, Parker és Jack megyékkel határos.

## Népesség
A megye népességének változása:
| Lakosok száma | 59 103 | 59 909 | 60 387 | 60 939 | 62 953 | 68 632 |
|               | 2010   | 2011   | 2012   | 2013   | 2015   | 2020   |